# Trappe Échourgnac
Trappe Échourgnac est la marque commerciale d'un fromage français de lait pasteurisé de vache. Transformé par une laiterie industrielle (Triballat Noyal) en Ille-et-Vilaine, il est ensuite affiné artisanalement par les moniales trappistes de l'abbaye Notre-Dame de Bonne-Espérance, à Échourgnac en Dordogne (France). Sur l'emballage, cette marque est accompagnée de la marque Monastic.

## Histoire
Originellement fromage au lait cru, il a été élaboré dès la fondation de l'abbaye (1868) par les moines trappistes venus de l'abbaye Notre-Dame-du-Port-du-Salut (Mayenne) qui achetaient pour cette fabrication le lait des paysans des alentours et le transformaient dans l'abbaye. Cette activité fut interrompue en 1910, lorsqu'ils durent abandonner les lieux.
Treize ans plus tard, en 1923, l'abbaye fut reprise par des sœurs cisterciennes d’Espéra de l’Agly sous le nom d'abbaye de Notre-Dame de Bonne-Espérance. Les moniales reprirent alors la transformation fromagère à laquelle elles ajoutèrent la production du lait.
En 1999, les moniales n'exploitent plus de vaches ni ne transforment leur lait en fromages. Des fromages industriels sont achetés à une entreprise laitière. La communauté apporte de la valeur ajoutée en créant la marque « Trappe Échourgnac » et en affinant artisanalement ces fromages, en utilisant notamment de la liqueur de noix du commerce.
En 2003, ne pouvant plus satisfaire à la demande de plus en plus forte de leur clientèle, les sœurs ont proposé aux moines de l'abbaye Notre-Dame de Timadeuc (Morbihan) de partager avec eux cette recette. Le nouveau fromage porte la marque « Le Timanoix ».

## Matières premières agricoles et additifs employés
- Lait de vache normalisé et pasteurisé ;
- Ferments lactiques ;
- Présure (Chymosine) ;
- Arôme noix ;
- Liqueur de noix ;
- Colorant de croûte
- Sel (2 %) ;
- Conservateurs alimentaires : 
  - Natamycine (E235) ;
  - Lysozyme (E1105) .

## Caractéristiques
- Type de lait : lait de vache
  - Caractéristique du lait : pasteurisé
- Type de fromage : industriel
  - Famille : fromages à pâte pressée non cuite
- Taille. Le fromage originel existe dans le format suivant :
  - Diamètre : 19 cm, épaisseur : 5 cm, poids : 1,8 kg
  - Forme : cylindrique
  - Aspect : croûte orangée et humide très souple.
  - Saveur : douce et onctueuse
  - Durée d'affinage : trois semaines
- Taille. Le fromage Le Timanoix, affiné à la liqueur de noix existe dans le format suivant :
  - Diamètre : 9 cm, épaisseur : 3,5 cm, poids : 300 g
  - Forme : cylindrique
  - Aspect : croûte brun foncé très souple.
  - Saveur : allie la douceur du fromage originel à la saveur de la noix.
  - Durée d'affinage : trois semaines
- Consommation : toute l'année
- Marque collective d'accompagnement : Monastic
- Taux de matière grasse : 50 %
- Volume de transformation/affinage : 100 tonnes par an pour les deux spécialités confondues
- Diffusion : à 70 % dans le département de la Dordogne, les 30 % restants dans le reste de la France et à l'exportation, notamment en Allemagne.

## Méthodes de fabrication
Transformation du lait en fromage :
Affinage : L'affinage se fait à l'abbaye en deux phases : deux semaines dans l'abbaye puis un mois chez le commerçant fromager.

## Volumes de fabrication
Environ 52 tonnes de Trappe Échourgnac sont fabriquées par an.

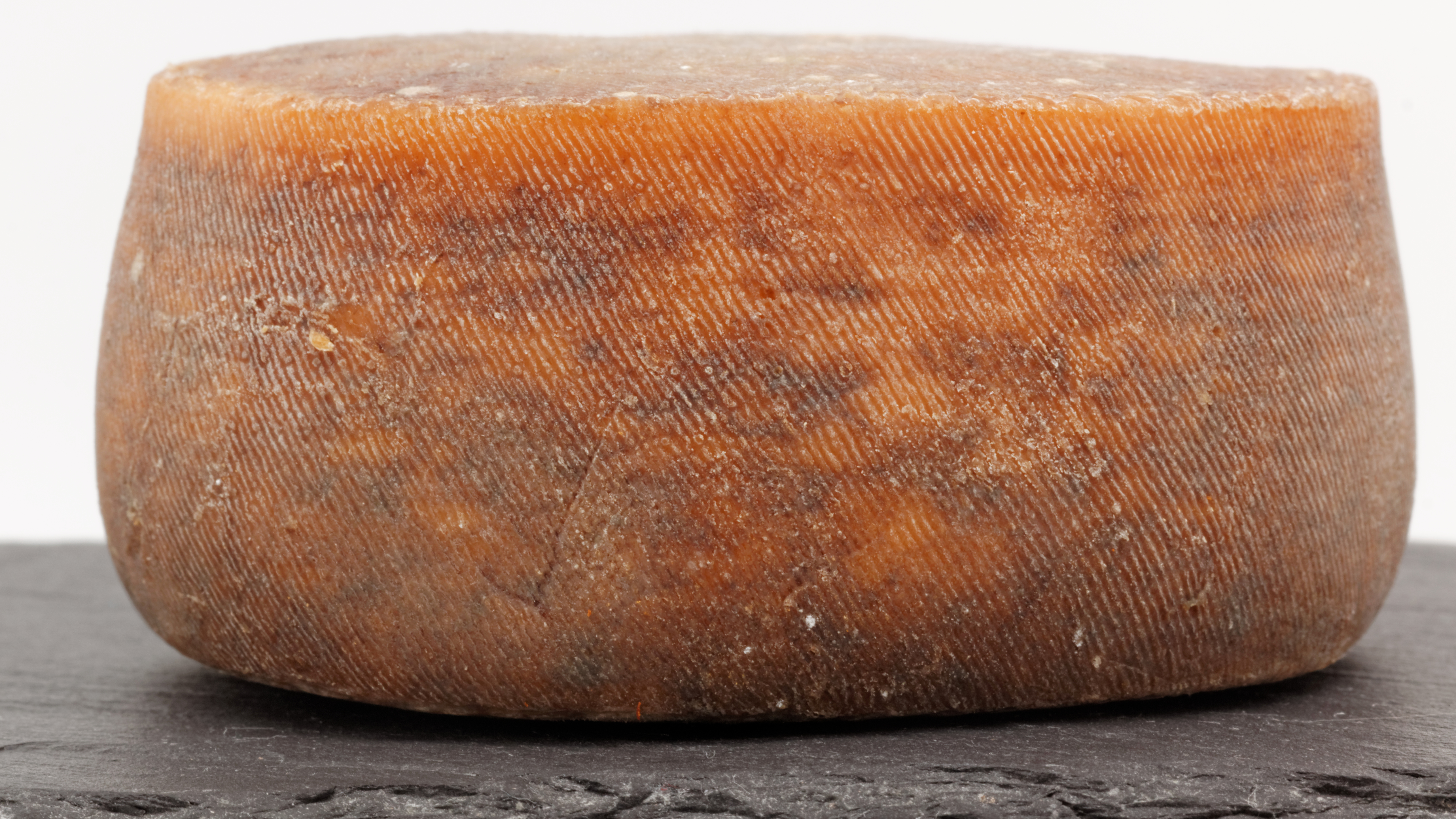
Croûte.
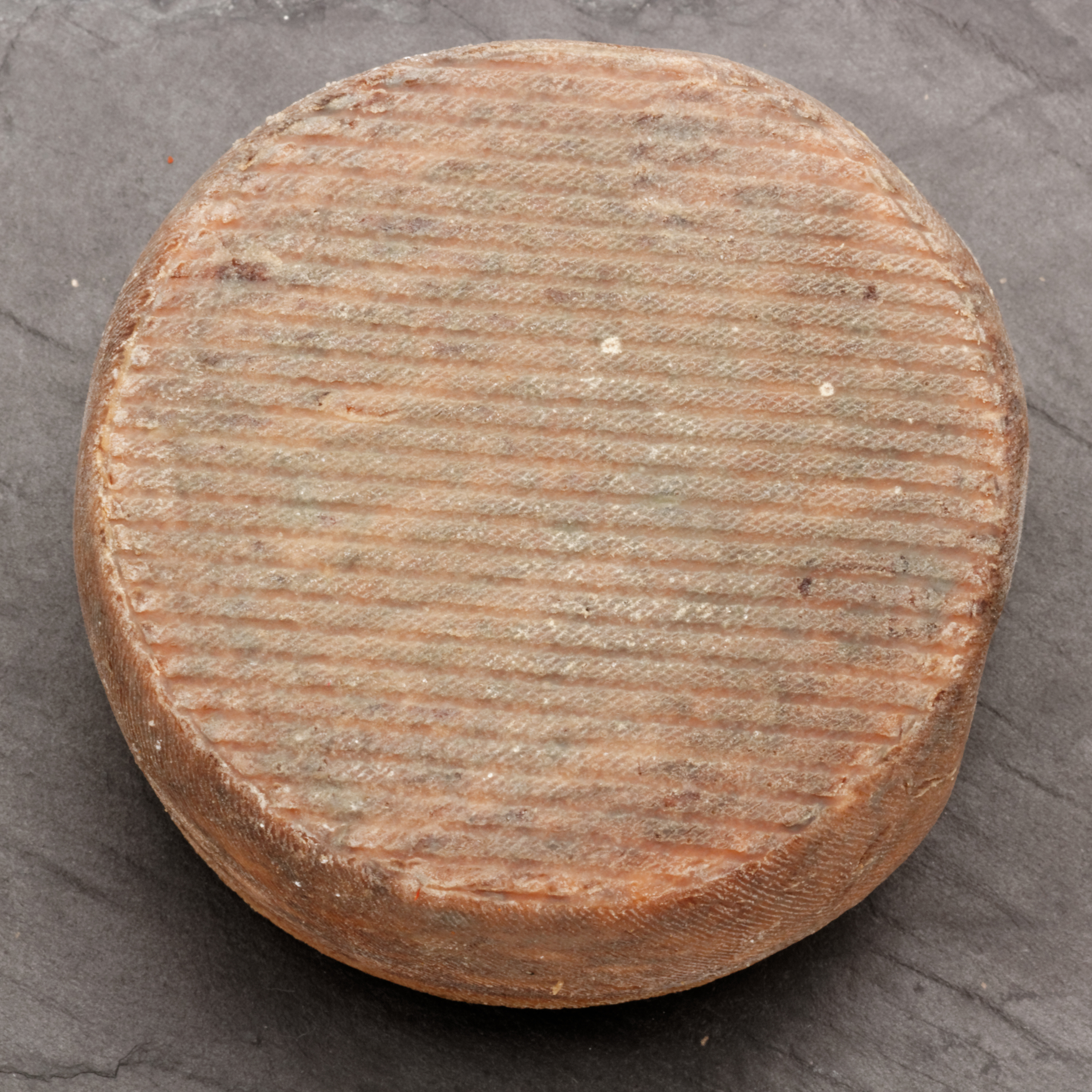
Croûte.
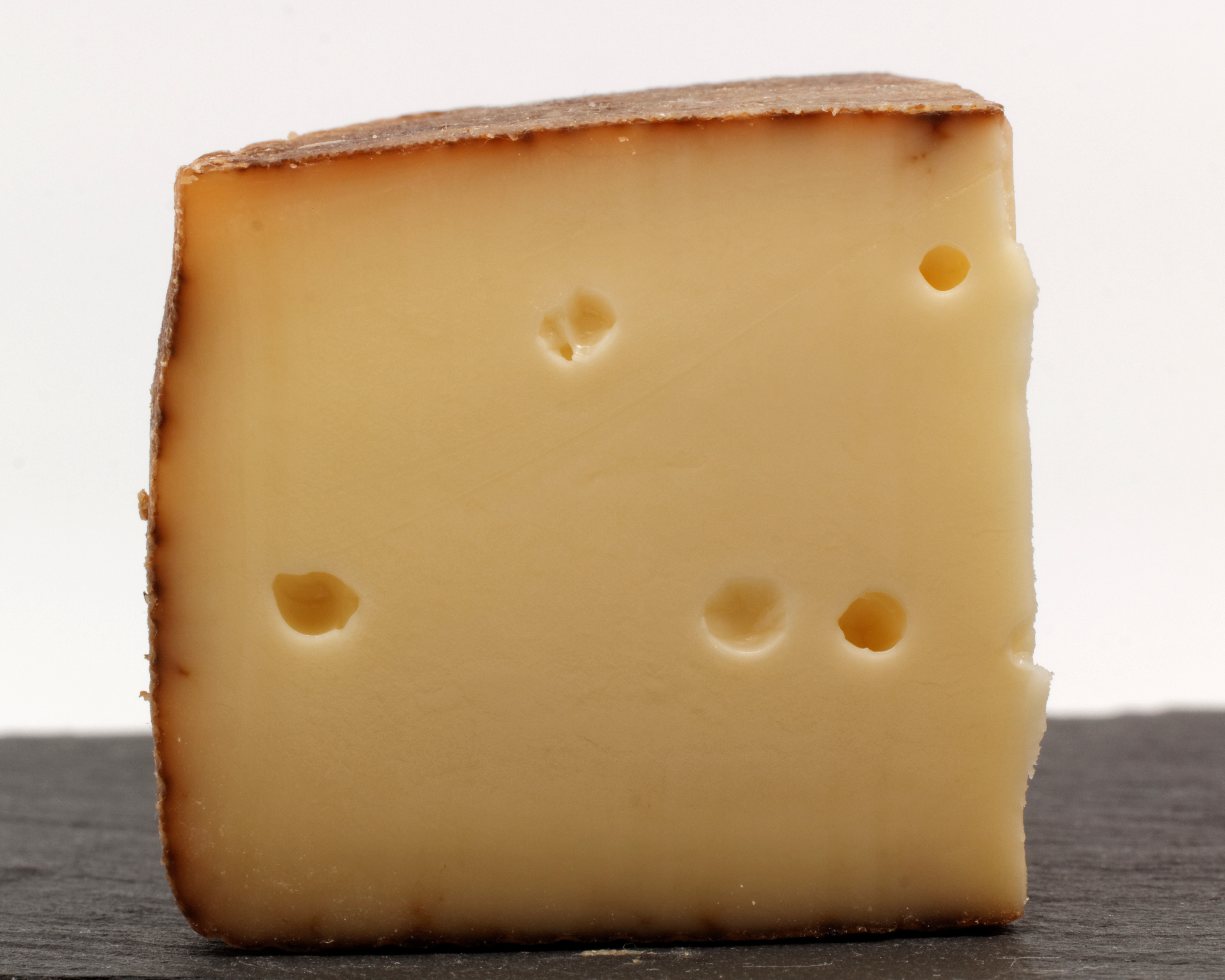
Pâte.